# Aage Dalgaard
Aage Dalgaard (30. juni 1894 i Helsingør – 13. oktober 1966) var en dansk direktør og civilingeniør, bror til Edvard Zeuthen Dalgaard.
Han var søn af skoleinspektør A.M.J. Dalgaard (død 1931) og hustru Anna født Zeuthen (død 1954), blev student fra Hass' Skole 1913, tog filosofikum 1914 og blev cand.polyt. 1919. Samme år blev Dalgaard ansat som ingeniør i Dansk Sojakagefabrik A/S, hvor han avancerede til overingeniør 1947, underdirektør 1949 og teknisk direktør fra 1951 til 1961.
Aage Dalgaard var desuden censor i teknisk kemi ved Den polytekniske Læreanstalt 1945-54, medlem af Akademiet for de Tekniske Videnskaber fra 1948 (2. vicepræsident 1956) og formand for dettes gruppe 2 fra 1954, medlem af akademirådet samme år, medlem af Det teknisk-videnskabelige Forskningsråd 1954, næstformand i bestyrelsen for Dansk Fedtforskningsinstitut 1956 og medlem af bestyrelsen for Rektor H. Edv. Hass' og Fru Ingeborg Hass' Mindelegat 1946.
Han blev gift 25. juni 1920 med Esther Belling (11. oktober 1899 i Vålse - ?), datter af gårdejer Lars Belling (død 1947) og hustru Karen Kirstine født Rasmussen (død 1937).